# Achille Giroux
Pour les articles homonymes, voir Giroux.
Jean Francois Achille Giroux dit Achille Giroux, né le 13 mai 1816 à Mortagne-au-Perche (Orne) et mort au château d'Overton, commune de Saint-Léon (Lot-et-Garonne) le 26 mars 1854, est un peintre naturaliste de la première moitié du XIXe siècle.

## Biographie

### Jeunesses
Né à Mortagne-au-Perche, il est le fils d’Étienne Jean Giroux, perruquier et de Marie-Louise Maillard d’une famille de boulangers. Achille Giroux est envoyé au collège d'Alençon, d'où, peu d'années après, les circonstances le conduisent à Saumur, où il termine son éducation. Saumur possède une école de cavalerie, et l'adolescent ne connait bientôt plus d'autre université que celle-là.
À seize ans, il possède une fermeté d'esprit, une rectitude de volonté que tout le monde prend alors pour de l'entêtement; de plus, ses dispositions précoces sont stimulées par M. Aubry, habile professeur, qui cumule l'enseignement du dessin avec la pratique de la lithographie, et qui a trouvé pour l'exercice de cette dernière spécialité, un intelligent collaborateur dans son jeune disciple.
En dehors des leçons de M. Aubry, il ne forme que des rêves équestres, jusqu'à l'heure où ses parents lui permettent de céder à la vocation qui l'entraîne vers Paris.

### Premiers succès
Michel Martin Drolling, qui a admis Giroux au nombre de ses disciples, aime à suivre et à encourager ses progrès; toutefois l'élève n'a emprunté au maître que la sévérité du dessin et la conscience de la forme. Le fougueux néophyte se souvient toujours de Saumur et de M. Aubry : vainement les modèles posent devant lui, vainement les plus souriantes figures essayaient de le séduire, ce ne sont pas des visages d'hommes ou de femmes, des vierges ou des chérubins que le pinceau ou le crayon reproduisent sous sa main, c'est la plus ordinairement des jambes, des croupes, des crinières, des têtes ou des encolures de chevaux.
Le genre lithographique est aussi cultivé par le débutant, qui a fait de notables progrès dans l'art de dessiner des sujets sur la pierre, si bien qu'un des principaux éditeurs de la capitale, Victor Delarue, n'hésite pas à le charger, malgré son extrême jeunesse, d'un important travail, car il s'agit des planches contenant des spécimens de squelettes (ostéologie) et de systèmes musculaires (myologie) destinés à un Cours d'anatomie des chevaux.
Chaque jour, jusqu'à la fin de ce contrat, Giroux fait le voyage d'Alfort et prend, au sein même de l'école vétérinaire, en face de ces animaux qui posent devant lui dans toutes les attitudes, et dont il peut ensuite décomposer et analyser les diverses parties dans les amphithéâtres de dissection, ses esquisses, fidèlement empruntées à la nature et qui ont classé la publication de Victor Delarue au nombre des meilleurs ouvrages didactiques de l’époque.
Sous l'influence de ce premier succès, Achille Giroux veut revoir le pays natal, et son passage en Normandie est pour lui une occasion toute naturelle de visiter le célèbre haras du Pin. Quel contraste entre le Pin et Alfort ! Alfort revient à la mémoire du voyageur comme un lieu d'épreuves, un laboratoire de la science, une infirmerie ou un charnier, tandis que le haras du Pin déroule sous ses yeux l'aspect d'une riante oasis où les plus beaux coursiers du monde caracolent dans toute leur force et toute leur liberté entre la verdure et le ciel bleu. D'une année à l'autre il ne suffit pas à Giroux de se fortifier dans la peinture ; sa rare souplesse à manier le crayon lithographique se révèle de plus en plus ; avec moins de talent et plus de savoir-faire il a pu, en cet heureux temps où les concurrences n'affluent pas, se créer une fructueuse position dans le genre des chevaux, auquel il s'adonne d'une manière exclusive. Quant aux lithographies, soit que Giroux reproduit, soit qu'il copie ou qu'il interprète les compositions de ses confrères, on y reconnait, jusque dans la plus légère touche, jusque dans les moindres effets, l'instinct, le sentiment exquis du maître.
Cependant la fortune s'obstine à tourner le dos à l'artiste, éprouvé à la fois dans l'exercice de son art et dans ses affections intimes ! Plus de travail, partant plus de ressources !

### Premiers salons
Giroux retrouve son courage et l'inspiration. Un nouvel attachement remplit son cœur. L'artiste se remet à la peinture, et les Salons se succèdent. La meilleure partie de son œuvre, ses plus beaux états de service, sont écrits en quelques lignes dans les livrets des expositions de ces années. Les ouvrages du peintre qui fait sa première entrée au Louvre, en 1840, ne cessent pas d'occuper une honorable place, toutes les fois que les portes en ont été ouvertes aux compositions des artistes vivants. Le nouveau venu est justement loué au Salon de 1840, pour sa Chasse au tigre, et à celui de 1841, pour son Pickpocket, étalon pur-sang ; le Salon suivant lui fournit l'occasion d'exposer un beau portrait de M. Alex. P., attestant qu'il n'a point oublié les leçons de son maître. En 1843, Giroux a au Louvre quatre toiles, ainsi mentionnées au catalogue : Soldat des gardes de Charles Ier, roi d'Angleterre, Chevaux effrayés dans un bac, Chevaux de labour et Portrait de Mme B. L'un de ces tableaux représentent les chevaux enrayés dans un bac, est acheté une somme considérable par un Anglais. Cette toile partie pour Londres est l'une des principales œuvres de l'artiste.

### L’infortune
Quoi qu'il en soit, les succès du Salon n'empêchaient pas la gêne d'être obstinément assise au foyer de Giroux. Mais on a beau être malheureux, on trouve toujours, même sans le chercher, plus malheureux que soi. Un jour un confrère du voisinage, appréhendant les poursuites de créanciers inexorables, fait porter chez l'artiste l'unique pièce de son mobilier qui a de la valeur, c'est un bahut en chêne sculpté du plus beau style de la renaissance, un escriban qui a, dit-on, appartenu à Marguerite de Parme. Le confrère croit son meuble en sûreté, mais la semaine suivante, Achille Giroux à son tour est saisi, et l'escriban vendu, en dépit de tous les référés. Quelques esquisses miraculeusement échappées au désastre sont recueillies par Eugène Isabey, qui s'empresse d'en faire le sujet d'une loterie, à laquelle est conviés le ban et l'arrière-ban des artistes et des amateurs de l'avenue Frochot et de ses alentours. La loterie produit une vingtaine de louis, immédiatement comptés par Isabey à son ami.
C'est durant son séjour dans l'auberge de Barbizon que Giroux a peint sur une armoire de la mère Ganne, un Tigre s'élançant d'un rocher, composition traitée avec une grande facilité de main. Cette facilité, Giroux la déploie encore dans le genre lithographique, ainsi que le prouvent ses copies d'après Horace Vernet, Eugène Isabey, Alfred de Dreux.
Mais ce talent de lithographe, qui aurait dû l'aider à vivre, vaut à l'artiste, au lieu du bien-être qu'il cherche, une série de désolations et de pertes, résumées dans l'épisode qui va suivre. Un éditeur ou imprimeur d'estampes propose une sorte de commandite à Achille Giroux pour un album d'études et de scènes équestres qui demande à l'artiste huit ou dix mois de labeurs non interrompus. Une première avance de quatre mille francs sur les bénéfices est promise dès 
que l'œuvre serait finie, et Giroux, au terme de sa tâche, ne manque pas de réclamer l'acquittement de cette promesse. Il se trouve alors que le capitaliste n'a pas d'argent, mais il offre sa signature à son créancier, lequel lui objecte fort judicieusement que, n'étant en relation avec aucun prince de la finance, le billet en question équivaut pour lui à un assignat de la première république. « N'est-ce que cela ? dit l'imprimeur, acceptez toujours mon billet, endossez-le, je me charge d'en obtenir l'escompte ». Giroux signe, l'éditeur emporte son titre et ne reparaît plus.
Quelques semaines ou quelques mois plus tard, Giroux entend parler d'une faillite, de la faillite de son débiteur. Diverses feuilles de papier timbré lui notifient même cette catastrophe, mais il a fait son deuil des quatre mille francs, il a sur le chevalet plusieurs toiles desquelles il espère un bon prix, aussi, sans s'inquiéter du contenu, envoie-t-il le grimoire judiciaire. Un matin trois hommes vêtus de noir, comme les estafiers de la chanson de Marlborough, grattent à l'huis du peintre, 1 rue Boursault à Paris, et l'informent qu'il s'est malencontreusement placé sous le coup d'une contrainte par corps. Il n'y a pas un mot à dire. Le dossier est en règle ; rien n'y manque : originaux des protêts, assignations, significations de jugement, commandements et le reste, tout y est à son rang, y compris la pièce principale, le billet de quatre mille livres souscrit par le négociant et paraphé au revers par l'artiste. Poursuivi et finalement pris au collet comme endosseur à défaut du premier signataire, force est à Giroux de payer capital, intérêts et frais, ou d'accepter un gîte dans cette bastille que l'on nomme la maison de Clichy.
Giroux rassemble ses ressources, puise dans la bourse de ses amis, réalise un premier à-compte, et en considération de son infortune et de son bon vouloir, il obtient un répit. Engagé dans la voie des accommodements usuraires, route diabolique où les précipices se succèdent en s'élargissant toujours, Giroux voit cette dette principale de quatre mille francs, s'élever, d'après ce que certifient des personnes dignes de foi qui ont reçu ses confidences, au chiffre fabuleux de douze mille francs, par suite des commissions et des renouvellements accumulés les uns sur les autres, sous tous les prétextes et sous toutes les formes, de manière à mettre en défaut la vigilante sollicitude de la justice. Cette maudite lettre de change a été l'incessante persécution, le remords, le cauchemar, le ver rongeur du pauvre artiste; cette hideuse menace de la contrainte par corps s'est tenue en permanence derrière lui, elle a galopé sans miséricorde cramponnée à la croupe de ses plus beaux chevaux.

### Décès
La lutte de ces dernières années a épuisé la force de Giroux ; il doit quitter ses pinceaux. Alfred de Menciaux l'accueille avec toute la grâce d'une hospitalité amie au Château d’Overton dans le Lot-et-Garonne. « Je suis mieux, écrit Giroux, je compte reprendre bientôt mes chers travaux ». Le lendemain « Je me sens bien », dit-il en s'appuyant doucement sur l'épaule de M. de Menciaux. Une heure après, il était mort.

## Œuvres
- Un loup guettant un cheval mort
- Cheval à l'écurie
- Chevaux sur le chemin en bord de mer
- Chasse à courre
- Chasseur sonnant de la trompe
- Le repos des chasseurs
- The Donkey Ride
- Chevaux à l'étable
- Pastiche du Prince de Condé
- Etalon sortant de l'écurie
- Chevaux au repos
- Cerf au débuché
- King Charles sur une chaise damassée
- La charrette
- Chevaux au halage
- Repos après la chasse
- Les aples
- Le cerf aux abois
- Cavalières et ces deux chiens
- Il bevitore a cavallo[6]
- Reitende Dame im Galopp[6]
- Sonneur et élégante en forêt
- Am Abend. Bauer mit seinen Pferden auf dem Heimweg[6]
- Stallbursche mit zwei Pferden[6]
- Horses pulling a heavy cart in a stormy landscape
- Cheval jouant avec un chien
- Le lad en promenade
- Le cheval de trait, le cheval de course
- Napoléon, cheval pur-sang
- Chevaux au vert, Salon de 1853, huile sur toile, 70 x 100 cm, musée des Beaux-Arts d'Orléans[7]